# Швидкісна залізниця Штутгарт — Вендлінген
Швидкісна залізниця Штутгарт — Вендлінген (нім. Schnellfahrstrecke Stuttgart–Wendlingen) — нова залізниця, що будується в межах проєкту Штутгарт 21.
Прямує від станції Штутгарт-Головний через Фільдерський тунель до рівнини Фільдер, далі долиною Неккар до Вендлінгена, де переходить у швидкісну залізницю Вендлінген — Ульм.
Нову міжміську станцію Аеропорт планують сполучити із залізницею через тунель аеропорту, а чинну станцію аеропорту — через криву аеропорту.
Розрахункова швидкість маршруту на дистанції 25,2 км становить переважно 250 км/год.
Введення в експлуатацію заплановано на грудень 2026 року.

## Маршрут
Маршрут починається в Штутгарт-Фоєрбах і веде через Фоєрбахський тунель до станції Штутгарт-Головний.
Досягає автостради A8 Фільдерським тунелем довжиною 9468 м на південний захід від Штутгарт-Плінінгена поблизу аеропорту Штутгарт.
Залізниця прямує паралельно автостраді близько 10 км у східному напрямку до Денкендорфа.

На початку дільниці відгалужується тунель аеропорту від нової лінії до станції міжміського сполучення.
Щодо залізничних операцій, маршрут на станції Аеропорт є частиною залізничної станції Штутгарт-Фільдер.
Між Денкендорфом і Нойгаузеном залізниця прямує під A 8 Денкендорфським тунелем довжиною 768 м, а потім у південно-східному напрямку.

На західній опорі мосту Вендлінген залізниця переходить у високошвидкісну залізницю Вендлінген — Ульм.